# Juan Carlos I van Spanje

Wapenschild van koning Juan Carlos I

Juan Carlos Alfonso Víctor María de Borbón y Borbón-Dos Sicilias (Rome, 5 januari 1938) was van 22 november 1975 tot en met 19 juni 2014 koning van Spanje als Juan Carlos I. Hij is de zoon van Juan de Borbón, graaf van Barcelona en Maria de las Mercedes van Bourbon-Sicilië, achterkleindochter van Ferdinand II der Beide Siciliën. De Spaanse koning Alfons XIII is zijn grootvader. Op 19 juni 2014 werd hij opgevolgd door zijn oudste zoon en derde kind Felipe. Na zijn aftreden behielden hij en zijn vrouw de titels van koning en koningin.

## Biografie

### Privé
Juan Carlos werd geboren in ballingschap gedurende de Spaanse Burgeroorlog. Francisco Franco haalde hem in 1948 naar Spanje, waar hij een speciale opleiding kreeg. Franco had in 1947 formeel de monarchie hersteld, zonder echter een koning aan te wijzen. Lange tijd leek de logische kandidaat Juan Carlos' vader Juan, maar ook zijn oom Jaime, diens zoon Alfonso en Xavier van Bourbon-Parma maakten aanspraak op de Spaanse troon.
Juan was het tweede kind van vier. Hij had een jongere broer, Alfonso, die op 14-jarige leeftijd stierf doordat de revolver van Juan Carlos afging in het gezicht van Alfonso.
Juan behaalde in Madrid zijn baccalaureaat en volgde een speciale opleiding aan de Militaire Academie. In 1962 trouwde hij met prinses Sophia van Griekenland. Samen met zijn vrouw onderhield hij goede betrekkingen met Franco en sinds hun huwelijk wonen zij in het Zarzuelapaleis, dat niet ver afligt van het paleis van El Pardo, dat de residentie van Franco was tot zijn dood.

### Koningschap
In 1969 ratificeerde de Cortes Franco's voorstel om aan Juan Carlos de koningstitel te verlenen en legde hij de eed op de grondwetten af. Hij nam de functie als staatshoofd waar onder het franquisme (van 19 juli tot 2 september 1974 en van 30 oktober tot 20 november 1975) tijdens periodes van ziekte van de dictator. Na diens dood werd hij, door te zweren op de Bijbel en de wetten van de Movimiento, opvolger van de fascistische en franquistische Falange en tot koning uitgeroepen op 22 november 1975 en velen zagen in hem een marionet van de dictator. Tot verbazing van velen sloeg hij echter al snel een democratische koers in, al heeft hij het franquisme nooit in gesproken of geschreven woord veroordeeld. Hij sprak al vrij snel na zijn aantreden verzoenende woorden met de (tijdens Franco verboden) socialistische en communistische partijen.
De koning heeft daarmee een belangrijke rol gespeeld in de grotendeels geweldloze overgang naar een modern democratisch bestel in het land. Op 28 december 1978 werd de nieuwe democratische grondwet van Spanje aangenomen.
Tijdens de poging tot een staatsgreep in 1981 van enkele conservatieve militairen en kolonel Antonio Tejero van de Guardia Civil verscheen de koning binnen een dag op de televisie waar hij, gekleed in het uniform van de opperbevelhebber van de strijdkrachten, de coup veroordeelde, onder andere door de militairen uitdrukkelijk te bevelen zich van anticonstitutionele daden te onthouden. Van tevoren had hij zich wel verzekerd van de steun van het merendeel van het leger. Hiermee verloor de couppoging snel de steun van potentiële sympathisanten en mislukte uiteindelijk. Ook hiermee verwierf Carlos veel respect van zijn eigen onderdanen en ook buiten Spanje.
Hierdoor kwam de weg vrij voor een pseudo-verzoening tussen de strijdende partijen van de Burgeroorlog en voor toetreding van Spanje tot de Europese Unie. Het verzekerde ook de positie van de constitutionele monarchie in Spanje.

### Deelname Olympische Zomerspelen
Juan Carlos nam deel aan de Olympische Zomerspelen 1972 bij het zeilen.

### Botswana-reis
Tijdens een privéreis naar Botswana in april 2012 voor de olifantenjacht kwam Juan Carlos ten val en brak hij zijn rechterheup. Toen werd ook bekend dat hij daar was in gezelschap van zijn minnares Corinna Larsen (1964) die zich na haar tweede huwelijk Corinna Prinzessin zu Sayn-Wittgenstein-Sayn noemt. Dat hij ging jagen ten tijde van de economische crisis in het land, leverde hem kritiek op bij zijn onderdanen. De jacht kostte hem ook zijn erevoorzitterschap van de Spaanse WWF-afdeling.

### Gezondheidsproblemen en aftreden
De koning onderging meerdere onderzoeken en sinds augustus 2013 had hij last van hevige pijnen naar aanleiding van zijn val. Hij kon niet zonder krukken lopen. In maart 2013 werd hij geopereerd aan een hernia. Hij is sinds 2012 zevenmaal geopereerd en heeft twee kunstknieën gekregen. Op 20 september 2013 werd bekend dat de koning voor de derde keer moest worden geopereerd aan zijn linkerheup naar aanleiding van zijn heupbreuk in april 2012. Deze derde operatie aan zijn linkerheup, op 24 september 2013, verliep voorspoedig. De ingreep duurde drie uur. Artsen plaatsten een tijdelijke prothese vanwege een infectie aan een eerder aangebrachte prothese en een volgende operatie volgde. Hierdoor liet hij verstek gaan bij verschillende activiteiten in 2013, waaronder de viering van de nationale feestdag. Juan Carlos liet in juni 2013 weten meer op zijn gezondheid te gaan letten, maar de lichamelijke gesteldheid van de koning was een van de redenen dat in Spanje werd gespeculeerd over een spoedige abdicatie. Op 2 juni 2014 kondigde de koning aan te zullen aftreden ten gunste van zijn zoon Felipe. Op 4 juni werd als datum voor de troonswisseling 18 juni vastgesteld.

### Na het koningschap
Juan Carlos is altijd bevriend geweest met de koninklijke familie van Saoedi-Arabië. In 2008 stortte de familie 100 miljoen dollar (toen zo'n 65 miljoen euro) op de Zwitserse rekening van een stichting in Panama waarvan Juan Carlos een van de begunstigden was. Drie jaar later kreeg een Spaans consortium van 12 bedrijven een miljardenopdracht voor de aanleg van een Saoedische hogesnelheidstrein. De Spaanse justitie vermoedt een verband tussen deze zaken.  De koning zou beloond zijn voor zijn inspanning een aanzienlijk lagere prijs bij het consortium te bedingen. Het geld van de Panamese stichting zou tevens gebruikt zijn om een ex-minnares van Juan Carlos te laten zwijgen over hun affaire. Toen deze zaken in de media verschenen besloot koning Felipe openlijk af te zien van de erfenis van zijn vader (o.a. het geld van de stichting) en ontnam hij hem tegelijkertijd zijn jaarlijkse toelage van iets minder dan twee ton. Het vroegere staatshoofd raakte verder in opspraak, toen de Spaanse krant El Confidencial in juli 2020 berichtte dat Juan Carlos met regelmaat bedragen door een advocaat uit Zwitserland naar Spanje had laten vervoeren. De advocaat bracht tussen 2008 en 2012 telkens honderdduizenden euro's in zijn vliegtuigbagage mee. Het zou van het geld zijn dat Juan Carlos vanuit Saoedi-Arabië zou zijn aangeboden. De in Spanje ingevoerde gelden werden fiscaal niet aangemeld.
Op 3 augustus 2020 werd bekend dat Juan Carlos onder druk van het corruptieschandaal besloten had zijn Zarzuelapaleis en Spanje te verlaten. Hij wilde de positie van zijn zoon koning Felipe en het koningschap niet verder in gevaar brengen. Zo begon voor hem, evenals voor zijn vader Juan, in de laatste fase van zijn leven een periode van ballingschap. Op 17 augustus werd bekendgemaakt dat hij zich in de Verenigde Arabische Emiraten bevond. Het was op dat moment nog onduidelijk wie voor zijn reis- en verblijfskosten betaalde. Hij bracht op 1 maart 2024 een bezoek aan het paddock tijdens de   Grand Prix Formule 1 van Bahrein

## Huwelijk en kinderen
Juan Carlos en Sophia van Griekenland ontmoetten elkaar tijdens een cruise in 1954 en trouwden op 14 mei 1962 in Athene.
Ze hebben drie kinderen:
- Infante Elena, getrouwd met Jaime de Marichalar (ondertussen gescheiden), kreeg een zoon Froilan (1998) en een dochter Victoria (2000);
- Infante Cristina, getrouwd met Iñaki Urdangarin (op 24 januari 2022 maakten Cristina en Urdangarín bekend na bijna 25 jaar huwelijk te zullen gaan scheiden[12]), heeft drie zoons: Juan Valentin (1999), Pablo Nicolas (2000) en Miguel (2002) en een dochter Irene (2005);
- Felipe VI, zijn opvolger (de Spaanse wet geeft mannen voorrang in de troonopvolging). Felipe trouwde in mei 2004 met Letizia Ortiz Rocasolano (1972). Ze hebben samen twee dochters: infante Leonor (31 oktober 2005) en infante Sofía (29 april 2007).

### Gescheiden leven
Juan Carlos en Sofia leven een gescheiden leven en verschenen alleen bij officiële gelegenheden samen ten tonele. Hun gouden huwelijk in 2012 werd niet gevierd. Reden hiervoor zouden amoureuze escapades van de koning zijn. Op 20 september 2013 kuste de koningin haar man voor het eerst in vijf jaar in het openbaar. De vorige publieke kus was na een doelpunt van het Spaans voetbalelftal tijdens het EK voetbal 2008.

## Kwartierstaat
| Alfons XII van Spanje (1857-1885) | Alfons XII van Spanje (1857-1885) | Alfons XII van Spanje (1857-1885) | Alfons XII van Spanje (1857-1885) | Alfons XII van Spanje (1857-1885)  | Alfons XII van Spanje (1857-1885)  | Maria Christina van Oostenrijk (1858-1929) | Maria Christina van Oostenrijk (1858-1929) | Maria Christina van Oostenrijk (1858-1929) | Maria Christina van Oostenrijk (1858-1929) | Maria Christina van Oostenrijk (1858-1929) | Maria Christina van Oostenrijk (1858-1929) |                               |                               | Hendrik Maurits van Battenberg (1858-1896) | Hendrik Maurits van Battenberg (1858-1896) | Hendrik Maurits van Battenberg (1858-1896)  | Hendrik Maurits van Battenberg (1858-1896)  | Hendrik Maurits van Battenberg (1858-1896)  | Hendrik Maurits van Battenberg (1858-1896)  | Beatrice van Saksen-Coburg en Gotha (1857-1944) | Beatrice van Saksen-Coburg en Gotha (1857-1944) | Beatrice van Saksen-Coburg en Gotha (1857-1944) | Beatrice van Saksen-Coburg en Gotha (1857-1944) | Beatrice van Saksen-Coburg en Gotha (1857-1944) | Beatrice van Saksen-Coburg en Gotha (1857-1944) |  |  | Alfons van Bourbon-Sicilië (1841-1934) | Alfons van Bourbon-Sicilië (1841-1934) | Alfons van Bourbon-Sicilië (1841-1934) | Alfons van Bourbon-Sicilië (1841-1934) | Alfons van Bourbon-Sicilië (1841-1934)      | Alfons van Bourbon-Sicilië (1841-1934)      | Maria Antonia van Bourbon-Sicilië (1851-1938) | Maria Antonia van Bourbon-Sicilië (1851-1938) | Maria Antonia van Bourbon-Sicilië (1851-1938) | Maria Antonia van Bourbon-Sicilië (1851-1938) | Maria Antonia van Bourbon-Sicilië (1851-1938) | Maria Antonia van Bourbon-Sicilië (1851-1938) |                                               |                                               | Louis Philippe van Orléans (1838-1894)        | Louis Philippe van Orléans (1838-1894)        | Louis Philippe van Orléans (1838-1894) | Louis Philippe van Orléans (1838-1894) | Louis Philippe van Orléans (1838-1894) | Louis Philippe van Orléans (1838-1894) | Marie Isabelle van Orléans (1848-1919) | Marie Isabelle van Orléans (1848-1919) | Marie Isabelle van Orléans (1848-1919) | Marie Isabelle van Orléans (1848-1919) | Marie Isabelle van Orléans (1848-1919) | Marie Isabelle van Orléans (1848-1919) |  |  |  |  |  |  |  |  |  |  |  |  |  |  |  |  |  |  |  |  |  |  |  |  |  |  |  |  |  |  |  |  |  |  |  |  |  |  |  |  |  |  |  |  |  |  |  |  |
| Alfons XII van Spanje (1857-1885) | Alfons XII van Spanje (1857-1885) | Alfons XII van Spanje (1857-1885) | Alfons XII van Spanje (1857-1885) | Alfons XII van Spanje (1857-1885)  | Alfons XII van Spanje (1857-1885)  | Maria Christina van Oostenrijk (1858-1929) | Maria Christina van Oostenrijk (1858-1929) | Maria Christina van Oostenrijk (1858-1929) | Maria Christina van Oostenrijk (1858-1929) | Maria Christina van Oostenrijk (1858-1929) | Maria Christina van Oostenrijk (1858-1929) |                               |                               | Hendrik Maurits van Battenberg (1858-1896) | Hendrik Maurits van Battenberg (1858-1896) | Hendrik Maurits van Battenberg (1858-1896)  | Hendrik Maurits van Battenberg (1858-1896)  | Hendrik Maurits van Battenberg (1858-1896)  | Hendrik Maurits van Battenberg (1858-1896)  | Beatrice van Saksen-Coburg en Gotha (1857-1944) | Beatrice van Saksen-Coburg en Gotha (1857-1944) | Beatrice van Saksen-Coburg en Gotha (1857-1944) | Beatrice van Saksen-Coburg en Gotha (1857-1944) | Beatrice van Saksen-Coburg en Gotha (1857-1944) | Beatrice van Saksen-Coburg en Gotha (1857-1944) |  |  | Alfons van Bourbon-Sicilië (1841-1934) | Alfons van Bourbon-Sicilië (1841-1934) | Alfons van Bourbon-Sicilië (1841-1934) | Alfons van Bourbon-Sicilië (1841-1934) | Alfons van Bourbon-Sicilië (1841-1934)      | Alfons van Bourbon-Sicilië (1841-1934)      | Maria Antonia van Bourbon-Sicilië (1851-1938) | Maria Antonia van Bourbon-Sicilië (1851-1938) | Maria Antonia van Bourbon-Sicilië (1851-1938) | Maria Antonia van Bourbon-Sicilië (1851-1938) | Maria Antonia van Bourbon-Sicilië (1851-1938) | Maria Antonia van Bourbon-Sicilië (1851-1938) |                                               |                                               | Louis Philippe van Orléans (1838-1894)        | Louis Philippe van Orléans (1838-1894)        | Louis Philippe van Orléans (1838-1894) | Louis Philippe van Orléans (1838-1894) | Louis Philippe van Orléans (1838-1894) | Louis Philippe van Orléans (1838-1894) | Marie Isabelle van Orléans (1848-1919) | Marie Isabelle van Orléans (1848-1919) | Marie Isabelle van Orléans (1848-1919) | Marie Isabelle van Orléans (1848-1919) | Marie Isabelle van Orléans (1848-1919) | Marie Isabelle van Orléans (1848-1919) |  |  |  |  |  |  |  |  |  |  |  |  |  |  |  |  |  |  |  |  |  |  |  |  |  |  |  |  |  |  |  |  |  |  |  |  |  |  |  |  |  |  |  |  |  |  |  |  |
|                                   |                                   |                                   |                                   |                                    |                                    |                                            |                                            |                                            |                                            |                                            |                                            |                               |                               |                                            |                                            |                                             |                                             |                                             |                                             |                                                 |                                                 |                                                 |                                                 |                                                 |                                                 |  |  |                                        |                                        |                                        |                                        |                                             |                                             |                                               |                                               |                                               |                                               |                                               |                                               |                                               |                                               |                                               |                                               |                                        |                                        |                                        |                                        |                                        |                                        |                                        |                                        |                                        |                                        |  |  |  |  |  |  |  |  |  |  |  |  |  |  |  |  |  |  |  |  |  |  |  |  |  |  |  |  |  |  |  |  |  |  |  |  |  |  |  |  |  |  |  |  |  |  |  |  |
|                                   |                                   |                                   |                                   | Alfons XIII van Spanje (1886-1931) | Alfons XIII van Spanje (1886-1931) | Alfons XIII van Spanje (1886-1931)         | Alfons XIII van Spanje (1886-1931)         | Alfons XIII van Spanje (1886-1931)         | Alfons XIII van Spanje (1886-1931)         |                                            |                                            |                               |                               |                                            |                                            | Victoria Eugénie van Battenberg (1887-1969) | Victoria Eugénie van Battenberg (1887-1969) | Victoria Eugénie van Battenberg (1887-1969) | Victoria Eugénie van Battenberg (1887-1969) | Victoria Eugénie van Battenberg (1887-1969)     | Victoria Eugénie van Battenberg (1887-1969)     |                                                 |                                                 |                                                 |                                                 |  |  |                                        |                                        |                                        |                                        | Karel Maria van Bourbon-Sicilië (1870-1949) | Karel Maria van Bourbon-Sicilië (1870-1949) | Karel Maria van Bourbon-Sicilië (1870-1949)   | Karel Maria van Bourbon-Sicilië (1870-1949)   | Karel Maria van Bourbon-Sicilië (1870-1949)   | Karel Maria van Bourbon-Sicilië (1870-1949)   |                                               |                                               |                                               |                                               |                                               |                                               | Louise van Orléans (1882-1958)         | Louise van Orléans (1882-1958)         | Louise van Orléans (1882-1958)         | Louise van Orléans (1882-1958)         | Louise van Orléans (1882-1958)         | Louise van Orléans (1882-1958)         |                                        |                                        |                                        |                                        |  |  |  |  |  |  |  |  |  |  |  |  |  |  |  |  |  |  |  |  |  |  |  |  |  |  |  |  |  |  |  |  |  |  |  |  |  |  |  |  |  |  |  |  |  |  |  |  |
|                                   |                                   |                                   |                                   | Alfons XIII van Spanje (1886-1931) | Alfons XIII van Spanje (1886-1931) | Alfons XIII van Spanje (1886-1931)         | Alfons XIII van Spanje (1886-1931)         | Alfons XIII van Spanje (1886-1931)         | Alfons XIII van Spanje (1886-1931)         |                                            |                                            |                               |                               |                                            |                                            | Victoria Eugénie van Battenberg (1887-1969) | Victoria Eugénie van Battenberg (1887-1969) | Victoria Eugénie van Battenberg (1887-1969) | Victoria Eugénie van Battenberg (1887-1969) | Victoria Eugénie van Battenberg (1887-1969)     | Victoria Eugénie van Battenberg (1887-1969)     |                                                 |                                                 |                                                 |                                                 |  |  |                                        |                                        |                                        |                                        | Karel Maria van Bourbon-Sicilië (1870-1949) | Karel Maria van Bourbon-Sicilië (1870-1949) | Karel Maria van Bourbon-Sicilië (1870-1949)   | Karel Maria van Bourbon-Sicilië (1870-1949)   | Karel Maria van Bourbon-Sicilië (1870-1949)   | Karel Maria van Bourbon-Sicilië (1870-1949)   |                                               |                                               |                                               |                                               |                                               |                                               | Louise van Orléans (1882-1958)         | Louise van Orléans (1882-1958)         | Louise van Orléans (1882-1958)         | Louise van Orléans (1882-1958)         | Louise van Orléans (1882-1958)         | Louise van Orléans (1882-1958)         |                                        |                                        |                                        |                                        |  |  |  |  |  |  |  |  |  |  |  |  |  |  |  |  |  |  |  |  |  |  |  |  |  |  |  |  |  |  |  |  |  |  |  |  |  |  |  |  |  |  |  |  |  |  |  |  |
|                                   |                                   |                                   |                                   |                                    |                                    |                                            |                                            |                                            |                                            | Juan van Bourbon (1913-1993)               | Juan van Bourbon (1913-1993)               | Juan van Bourbon (1913-1993)  | Juan van Bourbon (1913-1993)  | Juan van Bourbon (1913-1993)               | Juan van Bourbon (1913-1993)               |                                             |                                             |                                             |                                             |                                                 |                                                 |                                                 |                                                 |                                                 |                                                 |  |  |                                        |                                        |                                        |                                        |                                             |                                             |                                               |                                               |                                               |                                               | Maria de las Mercedes van Bourbon (1910-2000) | Maria de las Mercedes van Bourbon (1910-2000) | Maria de las Mercedes van Bourbon (1910-2000) | Maria de las Mercedes van Bourbon (1910-2000) | Maria de las Mercedes van Bourbon (1910-2000) | Maria de las Mercedes van Bourbon (1910-2000) |                                        |                                        |                                        |                                        |                                        |                                        |                                        |                                        |                                        |                                        |  |  |  |  |  |  |  |  |  |  |  |  |  |  |  |  |  |  |  |  |  |  |  |  |  |  |  |  |  |  |  |  |  |  |  |  |  |  |  |  |  |  |  |  |  |  |  |  |
|                                   |                                   |                                   |                                   |                                    |                                    |                                            |                                            |                                            |                                            | Juan van Bourbon (1913-1993)               | Juan van Bourbon (1913-1993)               | Juan van Bourbon (1913-1993)  | Juan van Bourbon (1913-1993)  | Juan van Bourbon (1913-1993)               | Juan van Bourbon (1913-1993)               |                                             |                                             |                                             |                                             |                                                 |                                                 |                                                 |                                                 |                                                 |                                                 |  |  |                                        |                                        |                                        |                                        |                                             |                                             |                                               |                                               |                                               |                                               | Maria de las Mercedes van Bourbon (1910-2000) | Maria de las Mercedes van Bourbon (1910-2000) | Maria de las Mercedes van Bourbon (1910-2000) | Maria de las Mercedes van Bourbon (1910-2000) | Maria de las Mercedes van Bourbon (1910-2000) | Maria de las Mercedes van Bourbon (1910-2000) |                                        |                                        |                                        |                                        |                                        |                                        |                                        |                                        |                                        |                                        |  |  |  |  |  |  |  |  |  |  |  |  |  |  |  |  |  |  |  |  |  |  |  |  |  |  |  |  |  |  |  |  |  |  |  |  |  |  |  |  |  |  |  |  |  |  |  |  |
|                                   |                                   |                                   |                                   |                                    |                                    |                                            |                                            |                                            |                                            |                                            |                                            |                               |                               |                                            |                                            |                                             |                                             |                                             |                                             |                                                 |                                                 |                                                 |                                                 |                                                 |                                                 |  |  |                                        |                                        |                                        |                                        |                                             |                                             |                                               |                                               |                                               |                                               |                                               |                                               |                                               |                                               |                                               |                                               |                                        |                                        |                                        |                                        |                                        |                                        |                                        |                                        |                                        |                                        |  |  |  |  |  |  |  |  |  |  |  |  |  |  |  |  |  |  |  |  |  |  |  |  |  |  |  |  |  |  |  |  |  |  |  |  |  |  |  |  |  |  |  |  |  |  |  |  |
|                                   |                                   |                                   |                                   |                                    |                                    |                                            |                                            |                                            |                                            |                                            |                                            |                               |                               |                                            |                                            |                                             |                                             |                                             |                                             |                                                 |                                                 |                                                 |                                                 |                                                 |                                                 |  |  |                                        |                                        |                                        |                                        |                                             |                                             |                                               |                                               |                                               |                                               |                                               |                                               |                                               |                                               |                                               |                                               |                                        |                                        |                                        |                                        |                                        |                                        |                                        |                                        |                                        |                                        |  |  |  |  |  |  |  |  |  |  |  |  |  |  |  |  |  |  |  |  |  |  |  |  |  |  |  |  |  |  |  |  |  |  |  |  |  |  |  |  |  |  |  |  |  |  |  |  |
|                                   |                                   |                                   |                                   |                                    |                                    |                                            |                                            |                                            |                                            |                                            |                                            | Pilar van Bourbon (1936-2020) | Pilar van Bourbon (1936-2020) | Pilar van Bourbon (1936-2020)              | Pilar van Bourbon (1936-2020)              | Pilar van Bourbon (1936-2020)               | Pilar van Bourbon (1936-2020)               |                                             |                                             | Juan Carlos I van Spanje (1938)                 | Juan Carlos I van Spanje (1938)                 | Juan Carlos I van Spanje (1938)                 | Juan Carlos I van Spanje (1938)                 | Juan Carlos I van Spanje (1938)                 | Juan Carlos I van Spanje (1938)                 |  |  | Margarita Maria van Bourbon (1939)     | Margarita Maria van Bourbon (1939)     | Margarita Maria van Bourbon (1939)     | Margarita Maria van Bourbon (1939)     | Margarita Maria van Bourbon (1939)          | Margarita Maria van Bourbon (1939)          |                                               |                                               | Alfons van Bourbon (1942-1956)                | Alfons van Bourbon (1942-1956)                | Alfons van Bourbon (1942-1956)                | Alfons van Bourbon (1942-1956)                | Alfons van Bourbon (1942-1956)                | Alfons van Bourbon (1942-1956)                |                                               |                                               |                                        |                                        |                                        |                                        |                                        |                                        |                                        |                                        |                                        |                                        |  |  |  |  |  |  |  |  |  |  |  |  |  |  |  |  |  |  |  |  |  |  |  |  |  |  |  |  |  |  |  |  |  |  |  |  |  |  |  |  |  |  |  |  |  |  |  |  |

## Onderscheidingen
- In 1983 werd hij samen met Nelson Mandela onderscheiden met de Internationale Simón Bolívar-prijs van de UNESCO, een prijs die het doel heeft activiteiten van buitengewone verdienste te belonen die in de geest staan van de Latijns-Amerikaanse vrijheidsstrijder Simón Bolívar.
- In 1994 ontving hij samen met Jimmy Carter de Félix Houphouët-Boigny-Vredesprijs van de UNESCO.
- In 1996 ontving hij de Four Freedoms Award Freedom Medal.
- In 2001 ontving Juan Carlos een eredoctoraat van de Universiteit Utrecht.
- In 2006 ontving hij de Deutscher Medienpreis.

Juan Carlos is erelid van de Club van Rome.
- Biblioteca Nacional de España: XX944658
- Bibliothèque nationale de France: cb12186310v (data)
- Catàleg d'autoritats de noms i títols de Catalunya: 981058517667306706
- CiNii: DA08353241
- Gemeinsame Normdatei: 118842536
- International Standard Name Identifier: 0000 0000 8411 040X
- Library of Congress Control Number: n79112298
- Nationale Bibliotheek van Letland: 000046532
- Nationale Bibliotheek van Tsjechië: jn20000700834
- Nationale bibliotheek van Australië: 35768613
- Nationale Bibliotheek van Israël: 987007263493105171
- Nationale Bibliotheek van Polen: a0000001185344
- Nederlandse Thesaurus van Auteursnamen: 070091935
- Istituto Centrale per il Catalogo Unico: UBOV107437
- LIBRIS: 241441
- Système universitaire de documentation: 030451515
- Museum of New Zealand Te Papa Tongarewa: 60244
- Trove: 1078739
- Virtual International Authority File: 113818885
- WorldCat: E39PBJyWYkpxgv3Jgq8ty4xbh3